# Merklinia aspera
Espèce
Synonymes
- Chlamys asper (Sowerby, 1847)
- Pecten asper Sowerby, 1847

Merklinia aspera est une espèce éteinte de mollusques bivalves. 
Ses fossiles sont connus en Indonésie et en Malaisie. Ils sont datés entre la base du Miocène moyen (Langhien) et la fin du Pléistocène, soit environ entre 16 et 0,012 Ma (millions d'années).